# Bloque (roca)

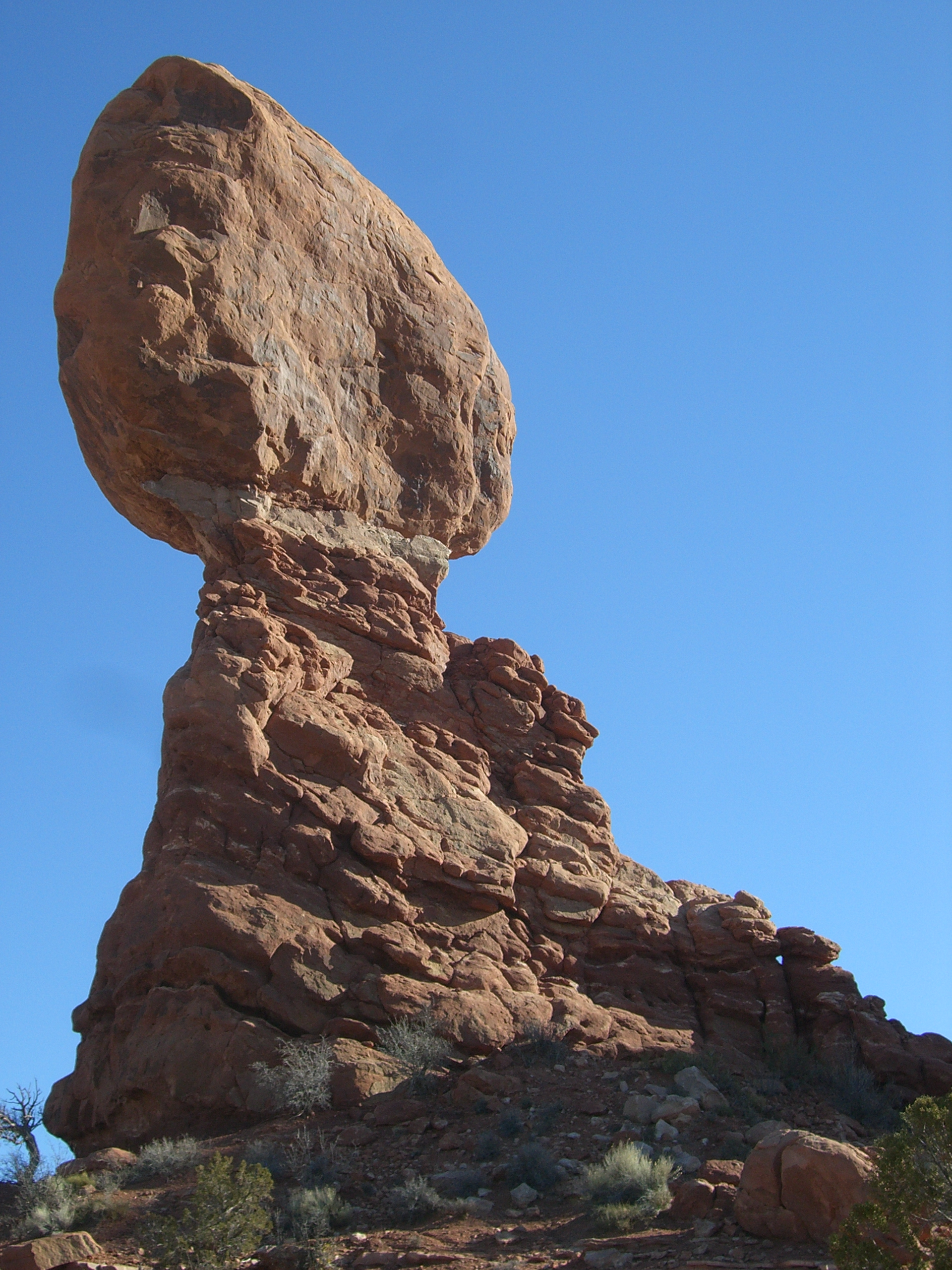
Balanced Rock ("Roca equilibrada") en el Parque nacional de los Arcos, Utah, Estados Unidos.

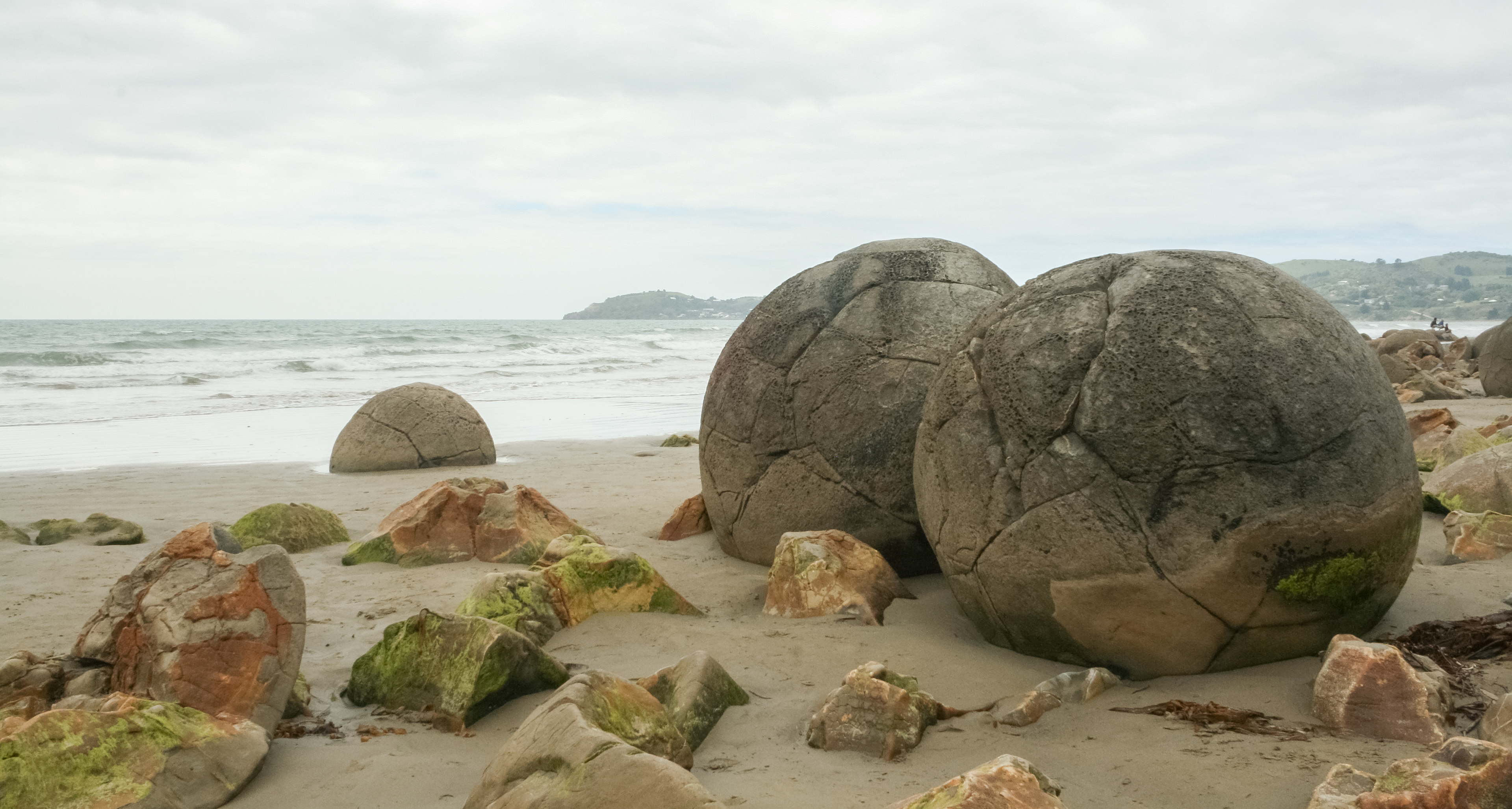
Bloques en Moeraki, Nueva Zelanda.

Un bloque de piedra, peña, pedrejón, o galga, es un fragmento de roca mayor que los cantos rodados pero que está suelto, de modo que puede ser movido por procesos mecánicos naturales como las corrientes de agua, los movimientos de tierra o la fuerza de la gravedad en las laderas suficientemente inclinadas. Al usar la palabra "bloque" no se hace distinción de forma o de clase de roca o mineral, aunque generalmente se trata de piezas angulosas y facetadas.
Si bien, en general, los bloques pueden llegar a ser muy grandes, otras veces se hace referencia a "pequeños bloques", manejables por el ser humano, cuando se habla de fragmentos angulosos de piedra que no al haberse desgajado recientemente de la roca madre aún mantienen aristas vivas. Para este tipo de material es preferible usar el vocablo clasto.

## Granulometría
Dentro de la clasificación granulométrica de las partículas del suelo, los bloques ocupan el siguiente lugar:
| Partícula      | Tamaño           |
| -------------- | ---------------- |
| Arcillas       | < 0,0039 mm      |
| Limos          | 0,0039-0,0625 mm |
| Arenas         | 0,0625-2 mm      |
| Gravas         | 2-64 mm          |
| Cantos rodados | 64-256 mm        |
| Bloques        | >256 mm          |